# Elan Vital (Organisation)
Elan Vital war der Name von Organisationen, welche die Arbeit von Prem Rawat, auch bekannt unter dem Ehrentitel Maharaji, unterstützten. Diese assoziierten Organisationen wurden im weiteren Verlauf wieder aufgelöst. Ihre Funktionen gingen auf die Nachfolgeorganisationen The Prem Rawat Foundation (TPRF) und Words of Peace Global (wopg.org) über.

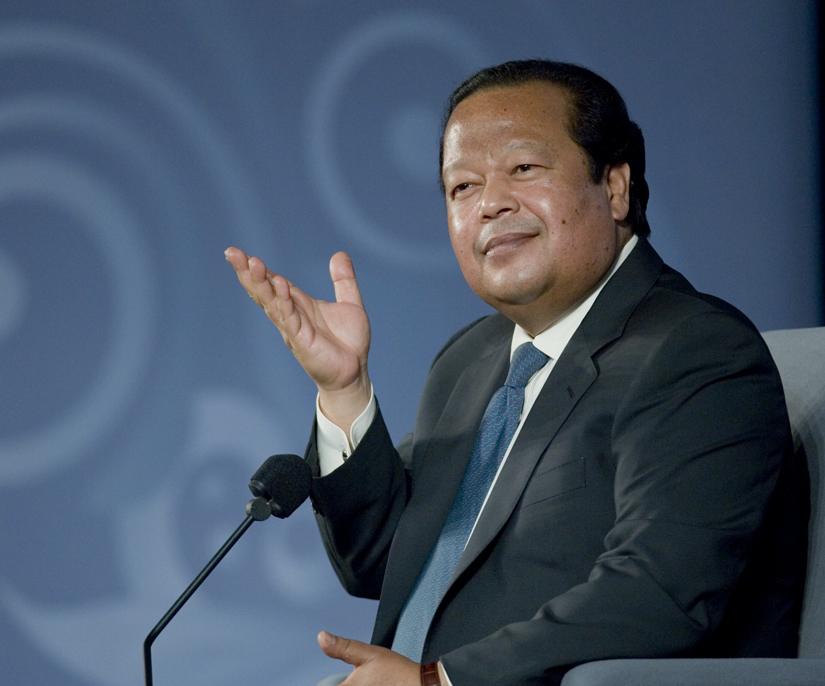
Prem Rawat („Maharaji“)

Elan Vital Organisationen gab es in mehreren Ländern, mit dem Zweck, Auftritte von Prem Rawat zu organisieren sowie die dafür nötigen Mittel zu beschaffen. In manchen Ländern betrieb Elan Vital die Fernsehausstrahlung von Prem Rawats öffentlichen Ansprachen. Obwohl diese Organisationen ähnliche Ziele hatten und miteinander kooperierten, bildeten sie unabhängige Einheiten, jeweils von einem eigenen Direktorium geleitet.
Laut Glen Whittaker, einem ehemaligen Sprecher der englischen Elan Vital, hatte die Organisation keinerlei Verbindung mehr zu ihrem ursprünglichen religiösen Hintergrund aus Hinduismus oder Sikhismus. Laut Historical Dictionary of New Religious Movements gab Elan Vital an, keine Religion zu sein und dass Prem Rawats Lehre kulturell unabhängig und nicht an indische Traditionen gebunden sei.
Elan Vital war seit 1987 der Rechtsnachfolger der Divine Light Mission (DLM). Aus Sicht von Gelehrten, die sich mit Divine Light Mission bzw. Elan Vital befassten, wurde dieser Begriff als synonym für die Organisation von Prem Rawat verwendet. Die Anhänger wurden als Premies (von „prem“ (hindi) = Liebe) bezeichnet und nennen sich teilweise untereinander auch gegenwärtig noch so.

## Ziele
Elan Vital unterstützte die Verbreitung von Material bezüglich Prem Rawats Botschaft, unterstützte ferner ein Archivprojekt mit dem Ziel, über 30 Jahre Film-, Video- und Audiomaterial zu restaurieren und zu katalogisieren, welche Prem Rawats Arbeit über diesen Zeitraum zeigen. Elan Vital gab an, dass Prem Rawat keine Einkünfte durch Elan Vital beziehe.

## Struktur
Der Präsident von Elan Vital USA war Russ Henderling, der einem Gremium aus vier ehrenamtlichen Direktoren vorsaß. Elan Vital hatte einen Mitarbeiterstab von fünf Vollzeit-Angestellten für Verwaltung der Fernsehsendungen. Der größere Teil ihrer Arbeit wurde von Freiwilligen getragen. Elan Vital USA wurde durch Spenden und Verkauf von Materialien getragen, mit 1.964 freiwilligen Beitragszahlern in den USA.
Elan Vital United Kingdom war ein eingetragener gemeinnütziger Verein mit ähnlichen Zielen und Anliegen wie das US-Gegenstück.
In Australien war Elan Vital ebenfalls eine Non-Profit-Organisation mit ähnlichen Zielen. Es wurde angegeben, dass die Organisation fast vollständig aus Freiwilligen bestand, die durch ihren Zeitaufwand, ihre Fähigkeiten und durch Spenden die Bemühung unterstützten, Prem Rawats Lehren so weit wie möglich für Interessierte zugänglich zu machen.
Elan Vital Deutschland wurde ab 2001 liquidiert und 2003 endgültig aufgelöst, ähnlich wie die Elan Vital Organisationen anderer europäischer Länder. Die Tendenz ging dahin, dass die 2001 gegründete Prem Rawat Stiftung (The Prem Rawat Foundation, TPRF) zunehmend deren Funktionen übernahm, während Elan Vital an Bedeutung verlor. Gleichzeitig hatten sich dezentral spontan unabhängige lokale Aktionsgemeinschaften von Förderern von Prem Rawats Lehre gebildet, um deren Verbreitung auf unterschiedliche Weise voranzubringen.

## Lehre
Auf den geistesgeschichtlichen Hintergrund der Lehre wird im Artikel Prem Rawat eingegangen. Gemeinsamkeiten der Lehre mit der Linie des Sant Mat sind erkennbar und spiegeln sich vor allem in Vorträgen und Publikationen aus den Jahren 1970 bis 1980 klar wider. Die Lehre Maharajis zeigt auch Gemeinsamkeiten mit der Radhasoami-Bewegung. Nach der Auffassung von Gelehrten ist z. B. auch der Sikhismus aus einer Serie von Sant-Gurus hervorgegangen.
Das gemeinsame Moment der genannten Lehren ist die Präsenz eines lebenden Meisters. Erst nach dem Tod der ursprünglichen Meister („Sant“) seien entsprechende Religionen von hinterbliebenen Schülern geschaffen worden, während sich gleichzeitig und davon unabhängig nachfolgende lebende Meister – oft unerkannt – um die Gegenwart und Vermittlung des nicht formulierbaren oder kodifizierbaren Wissens bemühten.
Dieses Wissen („Knowledge“) könne nach Prem Rawat durch regelmäßiges Praktizieren der vier von ihm gelehrten konzentrativen Techniken erlangt werden, deren Wirksamkeit sich aber erst durch das Zusammenspiel mit weiteren Bedingungen ergeben soll: Kontakt mit dem Meister durch Teilnahme (auch in Form von DVDs und Ähnlichem) an seinen Lehrveranstaltungen, ferner Partizipation (Mithilfe oder Zuwendungen für Prem Rawats Projekte). Die Schüler sollen dadurch in einen lebenslangen Entwicklungsprozess mit dem Ziel der dauerhaften Erfahrung des Wissens geführt werden.
Es handele sich um ein inneres Wissen. Prem Rawat gibt an, dass Erwartungen an die äußere Welt mit ihrem vergänglichen Glück Hindernisse auf dem Weg zum Wissen seien. Konzeptuelles Denken (engl.: „mind“) sei ungeeignet zur Erfahrung der inneren Wirklichkeit und bedürfe der Ergänzung durch das mental unverstellte eigene Fühlen. Sicher wissen könne man nur, was man selbst fühlt. Das Wissen befähige den Schüler, diesbezüglich Klarheit zu erlangen.
Während in der indisch/hinduistischen Tradition sonst großer Wert darauf gelegt wird, dass Lehrer bzw. Gurus eine lange Reihe von Vorgängern als Traditions- und Authentizitätsnachweis vorweisen können, beruft sich Prem Rawat allenfalls auf seinen Vater und Lehrer Shri Hans Ji Maharaj und gibt darüber hinaus an, er beziehe seine eigentliche Legitimation nicht aus Herkunft oder Tradition, sondern allein aus der tatsächlichen persönlichen Erfahrung von Erfüllung und innerem Frieden, die er jedem Menschen vermitteln könne, der mit offenem Herzen zu ihm komme. Er lehre keine Religion, Philosophie oder Lebensweise.
Wer sich für Prem Rawats Lehre interessiert, kann über eine mehrsprachige Website die „Schlüssel“ (keys) anfordern. Diese bestehen aus einem sechsstufigen Unterrichtsprogramm, welches von Prem Rawat für die Vorbereitung auf die Einweisung in die Techniken erstellt wurde. Jeder „Schlüssel“ enthält mehrere Stunden Videomaterial auf DVD. Der sechste „Schlüssel“ ist eine DVD, auf welcher von Prem Rawat die eigentlichen Techniken gezeigt und erklärt werden. Die Einführung in die Techniken ist kostenlos.

## Praxis
Prem Rawat wohnt mit seiner Familie in den USA und ist den überwiegenden Teil des Jahres weltweit unterwegs. Bemüht um einen kulturneutralen Auftritt, konzentriert er sich auf Inhalte, die er „Universelle Botschaft des Friedens“ nennt. Die Benutzung von Mentoren und Instruktoren in kleineren Gruppen wurde zugunsten von aufgezeichneten oder live übertragenen persönlichen Unterweisungen Rawats aufgegeben. Schüler müssen volljährig sein. Die Prem Rawat Foundation gibt an, dass das Praktizieren des Wissens weder Zusammenhang noch Kompatibilitätsprobleme mit religiösen oder spirituellen Glaubenssystemen habe.

## Techniken desWissens
Die Techniken des Wissens bestehen aus vier verschiedenen Konzentrationsübungen, die nacheinander in bestimmter Reihenfolge jeweils 15 Minuten lang praktiziert werden sollen. Sie stellen laut Prem Rawat einen Weg dar, „alle Sinne, die ein Leben lang nach außen gerichtet waren, umzukehren und nach innen zu lenken, um sich selbst zu fühlen und zu erleben“. Die Techniken wurden ihm von seinem Vater, Shri Hans Ji Maharaj, gelehrt. Dieser hatte sie von seinem Lehrer Swarupanand. Die Website „Maharaji.org“ (1999) enthielt eine bis 1780 zurückverfolgbare Folge von „Meistern“, die auf die Techniken des Wissens bezugnahmen, darunter Tota Puri, Anandpuri Ji, Dayal Ji, Swarupanand Ji und Shri Hans Ji Maharaj. Davor verliert sich der Ursprung der Techniken bis in die archaischen Wurzeln der Yoga-Lehre („Raja-Yoga“). Nach George D. Chryssides beruhe dieses Wissen auf Selbstverständnis, vermittle dem Praktizierenden Ausgeglichenheit, Frieden und Zufriedenheit. Prem Rawat betone, dass dieses Wissen seiner Natur nach nicht indisch, sondern universell sei. Stephen J. Hunt schreibt, dass jedes Individuum dieses wahre Selbst in sich suchen solle, und dass dies nur mit Hilfe und Führung eines Lehrers zu erreichen sei. Schüler von Prem Rawat sehen sich nicht als Mitglieder einer Religion, sondern als Anhänger eines Lehrsystems, in dem als Ziel der möglichst umfassende Lebensgenuss hervorgehoben wird.
Die Erfahrung des Wissens wird von Praktizierenden als höchst innerlich und individuell beschrieben. Nach Aussage von Schülern gibt Prem Rawat Anweisung, die Techniken täglich mindestens eine Stunde zu praktizieren, um den vollen Nutzen davon zu haben. Bei der Einführung in die Techniken werden vom Schüler drei Versprechen gegenüber Prem Rawat verlangt: a) in Verbindung mit ihm zu bleiben, b) dem Wissen eine faire Chance zu geben, und c) niemandem diese Techniken zu zeigen. Wenn der Schüler einverstanden ist, werden dann in einer 2½-stündigen Sitzung die Techniken genau erklärt und eingeübt.
Von Prem Rawat und seinen Schülern wird betont, dass mit den Techniken ohne Anleitung und Vorbereitung durch den Meister die Erfahrung des Wissens nicht möglich sei. Die Techniken allein seien nicht das Wissen, sondern lediglich die Zugangsmöglichkeit zu einer unbegrenzten lebenslangen inneren Entwicklung. Es wird unbedingt empfohlen, sich mit Hilfe der dazu erstellten "Schlüssel" (s. o., "Lehre") auf die Einführung in die Techniken vorzubereiten.

## Geschichte
In den 1970er Jahren wurden als Stützpunkte zur Verbreitung der Lehre und auch i.S. einer beschützenden Umgebung zunächst Ashrams (klosterähnliche Wohngemeinschaften) nach indischer Tradition eröffnet. Als Bedingung für den Einzug in einen Ashram galt, sich für die Dauer des Aufenthalts zu Besitzlosigkeit und sexueller Enthaltsamkeit zu verpflichten. Elan Vital legt Wert auf die Feststellung, dass diese Bedingungen nichts mit der eigentlichen Erfahrung des Wissens zu tun hatten bzw. haben, sondern lediglich als Voraussetzungen für das Leben im Ashram galten.
Mit Einsetzen der Reformen, denen Prem Rawat die Bewegung seit Anfang der 80er Jahre unterzieht, wurden die Ashrams geschlossen. Der anfangs deutlich hinduistische Überbau samt Vokabular wurde abgeschafft. Veranstaltungen wurden internationalisiert und von hinduistischen Elementen und Ritualen befreit. Rawats Titel Guru Maharaj Ji wurde in Maharaji geändert; die früheren Mahatmas (anfänglich zumeist aus Indien stammende, einem mönchischen Lebensstil verpflichtete Lehrbeauftragte von Prem Rawat) wurden überwiegend entlassen oder zogen sich mit Prem Rawats Mutter und Bruder nach Indien zurück. Die im Westen verbliebenen bzw. neu eingesetzten Helfer, die zunächst noch befugt waren, die Einführung in die Techniken zu geben, hießen Initiatoren bzw. Instruktoren, ohne Ordensregeln. Seit einigen Jahren wird diese Einführung jedoch nur noch durch Prem Rawat selbst bzw. durch von ihm erstellte Video-Software unter Aufsicht ehrenamtlicher Helfer vorgenommen.
Mit Beginn der 1990er Jahre begann Rawat bzw. Elan Vital, intensiver nach außen aufzutreten. Seitdem gibt es andauernde Bemühungen, durch Einsatz im Wohlfahrtsbereich (The Prem Rawat Foundation) und durch Unterstützung aus akademischen und politischen Kreisen Prem Rawats öffentliche Bekanntheit zu erhöhen. Im Sommer 2008 z. B. hielt Rawat Vorträge über Frieden u. a. in den sizilianischen Städten Palermo und Corleone, gesponsert durch den italienischen Staatspräsidenten Giorgio Napolitano.

## Organisationen
- Im Jahr 2001 wurde The Prem Rawat Foundation (TPRF) gegründet, deren Aufgabe neben humanitären Hilfen die Produktion von audiovisuellem und anderem Material ist.

- Words of Peace Global (WOPG) wurde 2008 als internationale gemeinnützige Stiftung gegründet und in Holland registriert. Die Aufgabe von WOPG sei die Verbreitung von Prem Rawats Lehre. WOPG veranstaltet Live-Events und stellt die "Schlüssel" zur Verfügung sowie schriftliche und audiovisuelle Materialien. WOPG wird durch Spenden und Verkauf von Materialien finanziert und bestehe lt. eigenen Angaben aus einem Netzwerk von Freiwilligen in 82 Ländern weltweit.

## Kontroversen
In den USA haben sich schon 1973 erste Gruppen enttäuschter Ex-Schüler organisiert. Der Großteil der gegenwärtigen Kritik gründet sich auf eine Gruppe ehemaliger Anhänger, die sich selbst „Ex-Premies“ nennen.
Laut Prem Rawats Biografin Andrea Cagan und anderen Quellen versuche diese Gruppe seit 1997, hauptsächlich durch Nutzung von Internet und populistischen Medien zu Desinformation und Diffamierung, Prem Rawats Arbeit zu stören. Im Vordergrund stehe dabei die Behauptung, er beute seine Schüler aus, um sich persönlich zu bereichern. Dementgegen berichteten Elan Vital und die Prem Rawat Foundation, die seine Arbeit unterstützten, dass Prem Rawat und seine Familie weder finanzielle Zuwendung aus diesen Organisationen noch durch seine Teilnahme an Veranstaltungen noch durch Verkauf von Materialien beziehe. Er unterhalte sich und seine Familie aus privaten Mitteln als erfolgreicher Investor und Mitbegründer neuer Firmen. Alle finanzbehördlichen Untersuchungen mehrerer Länder bezüglich Steuerrecht und Gemeinnützigkeit, ausgelöst durch Anzeigen aus der Ex-Premie-Gruppe, erbrachten keinerlei Anklagepunkte.
Elan Vital war in Großbritannien als gemeinnützige Organisation eingetragen. Dieser Status wurde auch nach amtlicher Überprüfung (wegen wiederholter Anzeige einzelner Gegner) beibehalten.